# Маріо Лузі
Маріо Лузі (італ. Mario Luzi; 20 жовтня 1914, Сесто Фіорентіно — 28 лютого 2005, Флоренція) — італійський поет та есеїст. Лузі вивчав французьку літературу і працював спочатку вчителем середньої школи, а з 1955 року — професором романської літератури та порівняльного літературознавства.

## Біографія
У студентські роки Лузі зайшов до кола герметистів, найвідомішими представниками якого були Еудженіо Монтале, Джузеппе Унгаретті та Сальваторе Квазімодо. Серед флорентійських інтелектуалів герметизм був аж ніяк не точкою зору меншості, а панівною літературною позицією спільноти, яка в той час ізолювала себе. Стилістично і тематично вони прагнули дистанціюватися від пропаганди фашистів. У своєрідному внутрішньому вигнанні вони мали ставити питання людського життя і давати на них відповіді, вільні від політичної кон'юнктури. Вони шукали таємницю життя — «verità del mondo». Мові диктатури, наприклад, футуризму, яка прославляла насильство і мотив технічної швидкості, герметизм протиставляв поверхнево темну і закриту — тобто герметичну — мову. Маріо Лузі мало спілкувався з Еудженіо Монтале, який жив у Флоренції з 1927 по 1938 рік, але підтримував інтенсивний обмін з П'єро Бігоньярі, Оресте Макрі, Карло Бо та Леоне Траверсо. У 1935 році він опублікував свою першу збірку віршів «La barca» (укр. човен). На відміну від своїх більш секуляризованих товаришів, Маріо Лузі опинився у стані, який він описував як болісний внутрішній конфлікт з католицизмом, від якого він відмежувався, але який продовжував мати вирішальний вплив на його мислення та творчість. Він закінчив навчання у 1936 році, захистивши дисертацію про Франсуа Моріака, головного представника католицького Ренуво, який був близький йому ідеологічно. Цю інтелектуальну позицію Лузі зберігав до кінця свого життя.

## Визнання
Дузі є лауреатом міжнародної премії з поезії «Габріеле д'Аннунціо». У 1987 році був нагороджений премією Антоніо Фельтрінеллі. У 2004 році президент Італії Карло Азегліо Чампі призначив Лузі довічним сенатором.

## Твори
- La barca (1935)
- Avvento notturno (1940)
- Biografia a Ebe (1942)
- Un brindisi (1946)
- Quaderno gotico (1947)
- Primizie del deserto (1952)
- Onore del vero (1957)
- Il giusto della vita (1960)
- Nel magma (1963; new edition, 1966)
- Dal fondo delle campagne (1965)
- Su fondamenti invisibili (1971)
- Al fuoco della controversia (1978)
- Semiserie (1979)
- Reportage, un poemetto seguito dal Taccuino di viaggio in Cina (1980)
- Per il battesimo dei nostri frammenti (1985)
- La cordigliera delle Ande e altri versi tradotti (1983)
- Frasi e incisi di un canto salutare (1990)
- Viaggio terrestre e celeste di Simone Martini (1994)
- Il fiore del dolore (2003)
- L'avventura della dualità (2003)